# Festiwal Nostalgia
Festiwal NOSTALGIA – poznański projekt muzyczny, w którym współcześni artyści reinterpretują stare dzieła. Odbywają się podczas niego przede wszystkim koncerty, ale też panele dyskusyjne i seanse filmowe.

## Wykonawcy w poszczególnych latach
- 2007: m.in. Tigran Mansurian, Kim Kashkashian, Eleni Karaindrou
- 2009: m.in. Wałentyn Sylwestrow, The Hilliard Ensamble, David Cordier, Piotr Prochera, Simon Jaunin, Agata Zubel
- 2010: m.in. The Hilliard Ensamble, Monika Mauch, Muriel Cantoreggi

## Organizator
Organizatorem festiwalu jest Fundacja Malta.